# Nebothriomyrmex majeri
Nebothriomyrmex é um gênero de insetos, pertencente a família Formicidae. Neste género somente há a espécie Nebothriomyrmex majeri.